# Associação Internacional de Física Matemática
A Associação Internacional de Física Matemática (em inglês:  International Association of Mathematical Physics - IAMP) é uma associação internacional de física matemática. Foi fundada em 1976. A IAMP organiza o International Congress on Mathematical Physics(ICMP), que ocorre a cada três anos. Associação concede desde 1997 o Prêmio Henri Poincaré e um prêmio para jovens cientistas (Early Career Award, desde 2009). A sociedade publica um boletim de notícias trimestral.
A sede da associação é localizada em Genebra.

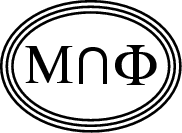
Logotipo da IAMP

## Presidentes
- 1976-78: Walter Thirring
- 1979-81: Huzihiro Araki
- 1982-84: Elliott Lieb
- 1985-87: Konrad Osterwalder
- 1988-90: John Klauder
- 1991-96: Arthur Jaffe
- 1997-99: Elliott Lieb
- 2000-02: Herbert Spohn
- 2003-05: David Brydges
- 2006-08: Giovanni Gallavotti
- 2009-11: Pavel Exner
- 2014-14: Antti Kupiainen
- 2015-17: Robert Seiringer

## Lista de congressos (ICMP)
- 1972: Moscou
- 1974: Varsóvia
- 1975: Quioto
- 1977: Roma
- 1979: Lausanne
- 1981: Berlim
- 1983: Boulder
- 1986: Marselha
- 1988: Swansea
- 1991: Leipzig
- 1994: Paris
- 1997: Brisbane
- 2000: Londres
- 2003: Lisboa
- 2006: Rio de Janeiro
- 2009: Praga
- 2012: Aalborg
- 2015: Santiago (página oficial)